# ذا إنترسبت
ذا إنترسبت (بالإنجليزية: The Intercept) هي منظمة إخبارية أمريكية غير ربحية أسسها جلين غرينوالد، وجيريمي سكاهيل، ولورا بويتراس ، وبتمويل من المؤسس المشارك بيير أوميديار إيباي . محررها هو بيتسي ريد .
نُشر موقع ذا إنترسبت باللغة الإنجليزية منذ تأسيسه، وباللغة البرتغالية منذ إطلاق النسخة البرازيلية عام 2016 ويعمل به فريق محلي من الصحفيين البرازيليين.

## تاريخ
تأسس موقع ذا إنترسبت على يد الصحفيين جلين غرينوالد وجيريمي سكاهيل والمخرجة لورا بويتراس. أُطْلِق في فبراير 2014 بواسطة فيرست لوك ميديا ، بتمويل من الملياردير بيير أوميديار. نشر الموقع في البداية الوثائق التي أصدرها إدوارد سنودن.
غادر المؤسسان المشاركان جلين غرينوالد، ولورا بويتراس، وسط خلافات عامة حول قيادة المنظمة وتوجيهها.

## جوائز
- أبريل 2016 فاز موقع ذا إنترسبت بجائزة خيار الشعب، كأفضل موقع إخباري، في حفل توزيع جوائز ويبي السنوي العشرين.[4]